# Microlipophrys
Microlipophrys es un género de peces de la familia de los blénidos en el orden de los Perciformes.
Fue creado recientemente, antiguamente todas estas especies se encuadraban en el género Lipophrys.

## Especies
Existen las siguientes especies en este género:
- Microlipophrys adriaticus (Steindachner & Kolombatovic, 1883)
- Microlipophrys bauchotae (Wirtz & Bath, 1982)
- Microlipophrys caboverdensis (Wirtz & Bath, 1989)
- Microlipophrys canevae (Vinciguerra, 1880)
- Microlipophrys dalmatinus (Steindachner & Kolombatovic, 1883)
- Microlipophrys nigriceps (Vinciguerra, 1883)
- Microlipophrys velifer (Norman, 1935)